# (5998) Sitenský
(5998) Sitenský es un asteroide perteneciente al cinturón de asteroides, región del sistema solar que se encuentra entre las órbitas de Marte y Júpiter, descubierto el 2 de septiembre de 1986 por Antonín Mrkos desde el Observatorio Kleť, České Budějovice, República Checa.

## Designación y nombre
Designado provisionalmente como 1986 RK1. Fue nombrado Sitenský en homenaje a Ladislav Sitenský, fotógrafo paisajista checo, conocido también por su fotografía de la Segunda Guerra Mundial, cuando era técnico del ala checa de la Real Fuerza Aérea.

## Características orbitales
Sitenský está situado a una distancia media del Sol de 2,763 ua, pudiendo alejarse hasta 3,100 ua y acercarse hasta 2,426 ua. Su excentricidad es 0,121 y la inclinación orbital 4,594 grados. Emplea 1677,79 días en completar una órbita alrededor del Sol.

## Características físicas
La magnitud absoluta de Sitenský es 12,9. Tiene   km de diámetro y su albedo se estima en  . 